# Байрамалыйский этрап
Байрамалыйский этрап (туркм. Baýramaly etraby) — этрап в Марыйском велаяте Туркменистана.
Образован в январе 1925 года как Байрам-Алинский район Мервского округа Туркменской ССР.
В августе 1926 Мервский округ был упразднён и Байрам-Алинский район перешёл в прямое подчинение Туркменской ССР.
В ноябре 1939 Байрам-Алинский район отошёл к новообразованной Марыйской области.
12 декабря 1957 года к Байрам-Алинскому району была присоединена часть территории упразднённого Векиль-Базарского района.
В январе 1963 Марыйская область была упразднена и Байрам-Алинский район снова перешёл в прямое подчинение Туркменской ССР.
В декабре 1970 район вновь вошёл в состав восстановленной Марыйской области.
В августе 1988 Байрам-Алинский район был упразднён.
В 1992 году Байрам-Алинский район вошёл в состав Марыйского велаята и был переименован в Байрамалыйский этрап.